# فرمولا رسا

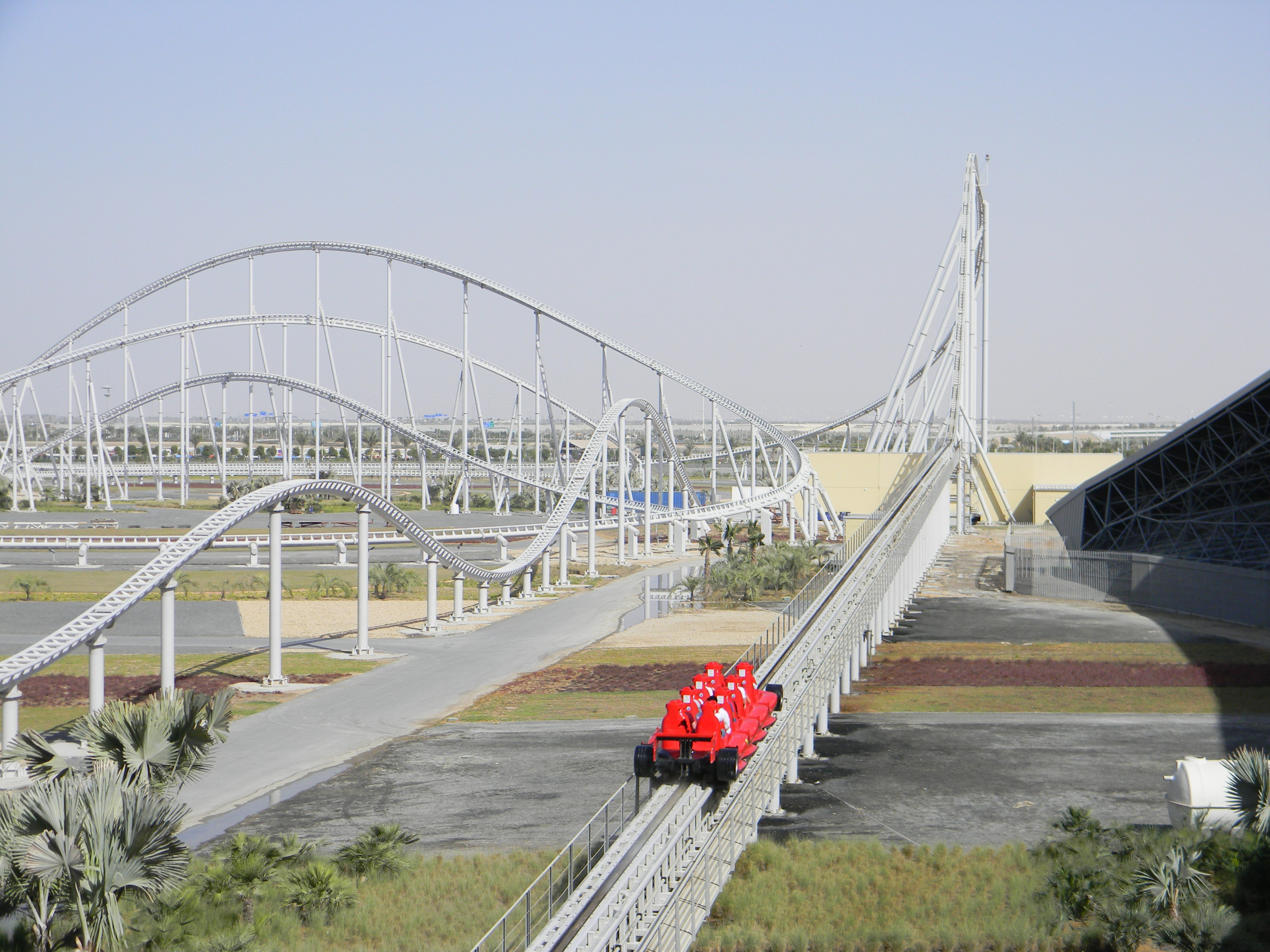
فرمولا رُسّا دنیای فراری

فرمولا رُسّا (به ایتالیایی: Formula Rossa) به معنی فرمول سرخ، نام سریع‌ترین ترن هوایی جهان است که در دنیای فراری در ابوظبی، امارات متحده عربی قرار دارد و در سال ۲۰۱۰ مورد بهره‌برداری قرار گرفت.
بیشینه سرعت این ترن به ۲۳۹ کیلومتر بر ساعت می‌رسد که به لطف سیستم هیدرولیکی پیشرفتهٔ خود، در ۵ ثانیه به این سرعت می‌رسد. همچنین، شتاب اولیهٔ ترن، سرعت آن را در ۲ ثانیه به ۱۰۰ کیلومتر بر ساعت می‌رساند. طول مسیر حرکت این ترن ۲/۲ کیلومتر است که آن را از این نظر در رتبه ششم ترن‌های هوایی با سازهٔ فولادی جهان قرار می‌دهد. طراحی آن از پیست ناتزیوناله مونتزا در ایتالیا الهام گرفته شده است. ارتفاع در مرتفع‌ترین بخش مسیر آن به ۵۲ متر می‌رسد. به علت سرعت زیاد، تمام سرنشینان باید از عینک‌های محافظ استفاده کنند تا از فشار هوا و برخورد حشرات آسیبی نبینند.
فلیپه ماسا و فرناندو آلونسو از رانندگان فرمول یک فراری در ۱۱ نوامبر ۲۰۱۰ (سه روز پیش از آغاز مسابقات فرمول یک ۲۰۱۰ ابوظبی) و سباستین فتل در سال ۲۰۱۵، فرمول روسی را راندند.